# Roos Haarsma
Roos Haarsma is een Nederlandse presentatrice, werkzaam bij de publieke omroep BNNVARA. Sinds 2024 is Haarsma een van de presentatoren van Spuiten en Slikken.

## Biografie
Haarsma volgde sinds 2020 de BNNVARA Academy. In 2022 ging ze als redacteur aan de slag bij het programma Spuiten en Slikken. Haarsma werd in 2024 een van de nieuwe presentatoren van Spuiten en Slikken na het vertrek van Emma Wortelboer en Jurre Geluk. Samen met Ralph de Boer en Diva Brons, de andere twee nieuwe presentatoren, presenteert ze de Spuiten en Slikken Podcast. Daarnaast nam Haarsma de presentatie van het programma Klopt Da Wel Of Nie Dan voor haar rekening. In dit programma test ze of producten wel doen wat door de producent wordt beloofd.

## Werk

### Presentator
- Spuiten en Slikken (BNNVARA, 2024–heden)
- Klopt Da Wel Of Nie Dan (BNNVARA, 2024–heden)